# 1re brigade spéciale
Pour les articles homonymes, voir 1re brigade.
La 1re brigade spéciale, de son nom complet la 1re brigade séparée d'opérations spéciales nommée d'après Ivan Bohun (en ukrainien : 1-ша окрема бригада спеціального призначення ім. Івана Богуна, abrégé en 1 ОБрСпП ; numéro d'unité militaire А4044), est une grande unité d'infanterie mécanisée de l'Armée de terre ukrainienne.

## Historique
Elle est créée le 4 mars 2022 en réaction à l'invasion de l'Ukraine par la Russie et a reçu le nom d'Ivan Bohun.
En plus d'une majorité d'Ukrainiens, elle incorpore aussi des volontaires de nombreux pays : Australie, Biélorussie, Royaume-Uni, Géorgie, Équateur, Irlande, Canada, Pays-Bas, Allemagne, Nouvelle-Zélande, Norvège, Roumanie, États-Unis, Taïwan, Finlande, France, République tchèque, Suède et Japon.

## Structure
- État-major de la brigade, avec la compagnie de protection du QG ;
  -  1er bataillon spécial (515e bataillon[4]. «Залізні вовки», « Loups de fer ») ;
  -  2e bataillon spécial (516e bataillon spécial)[4] ;
  -  3e bataillon spécial (517e bataillon[4] «Гайдамаки», « Haydamaki ») ; commandant Volodymyr Lavrenyuk)[5] ;
  -  4e bataillon spécial (518e bataillon[4] «Дике поле», « Champs sauvages »)[6] ;
  - bataillon de chars (des T-80U et des T-72AV)[4] ;
  - groupe d'artillerie de la brigade :
    - batterie de contrôle et d'acquisition de cibles ;
    - division (дивізіон)[7] d'artillerie automotrice (2S1 Gvozdika et 2S22 Bohdana)[4] ;

  -  bataillon de soutien Skelya[4] ;
  -  unité de reconnaissance aérienne « Abeilles sauvages » (sur drones) ;
  - compagnie médicale (soins et évacuation)[4].

## Déploiements
L'unité est engagée au combat lors de l'invasion de l'Ukraine par la Russie.

## Commandants
- colonel Oleh Ouminskyi[8]